# Giro dei Paesi Baschi 2013
La Giro dei Paesi Baschi 2013, cinquantatreesima edizione della corsa, valido come nona prova dell'UCI World Tour 2013, si svolse dal 1º al 6 aprile 2013 su un percorso di 833,1 km suddiviso in sei tappe. Fu vinto dal colombiano Nairo Quintana, che concluse in 21h39'35".

## Tappe
| Tappa  | Data      | Percorso                                      | km    | Vincitore di tappa | Leader cl. generale |
| ------ | --------- | --------------------------------------------- | ----- | ------------------ | ------------------- |
| 1ª     | 1º aprile | Elgoibar > Elgoibar                           | 156,5 | Simon Gerrans      | Simon Gerrans       |
| 2ª     | 2 aprile  | Elgoibar > Vitoria-Gasteiz                    | 170,2 | Daryl Impey        | Francesco Gavazzi   |
| 3ª     | 3 aprile  | Vitoria-Gasteiz > Valle de Trápaga-Trapagaran | 164,7 | Sergio Henao       | Sergio Henao        |
| 4ª     | 4 aprile  | Trapagaran > Eibar (Arrate)                   | 151,6 | Nairo Quintana     | Sergio Henao        |
| 5ª     | 5 aprile  | Eibar > Beasain                               | 166,1 | Richie Porte       | Sergio Henao        |
| 6ª     | 6 aprile  | Beasain > Beasain (cron. individuale)         | 24    | Tony Martin        | Nairo Quintana      |
| Totale | Totale    | Totale                                        | 833,1 |                    |                     |

## Squadre e corridori partecipanti
| N.      | Cod. | Squadra                 |
| ------- | ---- | ----------------------- |
| 1-8     | EUS  | Euskaltel-Euskadi       |
| 11-18   | SKY  | Sky Procycling          |
| 21-28   | BLA  | Blanco Pro Cycling Team |
| 31-38   | OPQ  | Omega Pharma-Quickstep  |
| 41-48   | RLT  | RadioShack-Leopard      |
| 51-58   | MOV  | Movistar Team           |
| 61-68   | AST  | Astana Pro Team         |
| 71-78   | KAT  | Katusha Team            |
| 81-88   | ALM  | AG2R La Mondiale        |
| 91-98   | TST  | Team Saxo-Tinkoff       |
| 101-108 | LAM  | Lampre-Merida           |

| N.      | Cod. | Squadra                    |
| ------- | ---- | -------------------------- |
| 111-118 | BMC  | BMC Racing Team            |
| 121-128 | OGE  | Orica-GreenEDGE            |
| 131-138 | LTB  | Lotto-Belisol Team         |
| 141-148 | CAN  | Cannondale Pro Cycling     |
| 151-158 | FDJ  | FDJ                        |
| 161-168 | ARG  | Team Argos-Shimano         |
| 171-178 | GRS  | Garmin-Sharp               |
| 181-188 | VCD  | Vacansoleil-DCM            |
| 191-198 | COF  | Cofidis, Solutions Crédits |
| 201-208 | CJR  | Caja Rural-Seguros RGA     |

## Dettagli delle tappe

### 1ª tappa
- 2 aprile: Elgoibar > Elgoibar – 156,5 km

Risultati
| Pos. | Corridore     | Squadra       | Tempo    |
| ---- | ------------- | ------------- | -------- |
| 1    | Simon Gerrans | Orica-GreenE. | 4h06'33" |
| 2    | Peter Velits  | Omega Pharma  | s.t.     |
| 3    | Ángel Vicioso | Katusha Team  | s.t.     |

| Pos. | Corridore     | Squadra       | Tempo    |
| ---- | ------------- | ------------- | -------- |
| 1    | Simon Gerrans | Orica-GreenE. | 4h06'33" |
| 2    | Peter Velits  | Omega Pharma  | s.t.     |
| 3    | Ángel Vicioso | Katusha Team  | s.t.     |

### 2ª tappa
- 2 aprile: Elgoibar > Vitoria-Gasteiz – 170,2 km

Risultati
| Pos. | Corridore         | Squadra       | Tempo    |
| ---- | ----------------- | ------------- | -------- |
| 1    | Daryl Impey       | Orica-GreenE. | 4h23'31" |
| 2    | Francesco Gavazzi | Astana        | s.t.     |
| 3    | Ángel Vicioso     | Katusha Team  | s.t.     |

| Pos. | Corridore         | Squadra      | Tempo    |
| ---- | ----------------- | ------------ | -------- |
| 1    | Francesco Gavazzi | Astana       | 8h30'04" |
| 2    | Ángel Vicioso     | Katusha Team | s.t.     |
| 3    | Peter Velits      | Omega Pharma | s.t.     |

### 3ª tappa
- 3 aprile: Vitoria-Gasteiz > Valle de Trápaga-Trapagaran – 164,7 km

Risultati
| Pos. | Corridore               | Squadra        | Tempo    |
| ---- | ----------------------- | -------------- | -------- |
| 1    | Sergio Henao            | Sky Procycling | 3h54'22" |
| 2    | Carlos Alberto Betancur | AG2R La Mond.  | s.t.     |
| 3    | Giampaolo Caruso        | Katusha Team   | a 5"     |

| Pos. | Corridore      | Squadra        | Tempo     |
| ---- | -------------- | -------------- | --------- |
| 1    | Sergio Henao   | Sky Procycling | 12h24'26" |
| 2    | Nairo Quintana | Movistar Team  | a 8"      |
| 3    | Richie Porte   | Sky Procycling | a 10"     |

### 4ª tappa
- 4 aprile: Valle de Trápaga-Trapagaran > Eibar (Arrate) – 151,6 km

Risultati
| Pos. | Corridore        | Squadra        | Tempo    |
| ---- | ---------------- | -------------- | -------- |
| 1    | Nairo Quintana   | Movistar Team  | 3h58'52" |
| 2    | Sergio Henao     | Sky Procycling | a 2"     |
| 3    | Alberto Contador | Saxo-Tinkoff   | s.t.     |

| Pos. | Corridore      | Squadra        | Tempo     |
| ---- | -------------- | -------------- | --------- |
| 1    | Sergio Henao   | Sky Procycling | 16h23'20" |
| 2    | Nairo Quintana | Movistar Team  | a 6"      |
| 3    | Richie Porte   | Sky Procycling | a 10"     |

### 5ª tappa
- 5 aprile: Eibar > Beasain – 166,1 km

Risultati
| Pos. | Corridore      | Squadra        | Tempo    |
| ---- | -------------- | -------------- | -------- |
| 1    | Richie Porte   | Sky Procycling | 4h40'43" |
| 2    | Samuel Sánchez | Euskaltel      | a 4"     |
| 3    | Sergio Henao   | Sky Procycling | s.t.     |

| Pos. | Corridore      | Squadra        | Tempo     |
| ---- | -------------- | -------------- | --------- |
| 1    | Sergio Henao   | Sky Procycling | 21h04'07" |
| 2    | Nairo Quintana | Movistar Team  | a 6"      |
| 3    | Richie Porte   | Sky Procycling | s.t.      |

### 6ª tappa
- 6 aprile: Beasain > Beasain – Cronometro individuale – 24 km

Risultati
| Pos. | Corridore       | Squadra       | Tempo  |
| ---- | --------------- | ------------- | ------ |
| 1    | Tony Martin     | Omega Pharma  | 35'05" |
| 2    | Nairo Quintana  | Movistar Team | a 17"  |
| 3    | Beñat Intxausti | Movistar Team | a 32"  |

| Pos. | Corridore      | Squadra        | Tempo     |
| ---- | -------------- | -------------- | --------- |
| 1    | Nairo Quintana | Movistar Team  | 21h39'35" |
| 2    | Richie Porte   | Sky Procycling | a 23"     |
| 3    | Sergio Henao   | Sky Procycling | a 34"     |

## Evoluzione delle classifiche
| Tappa              | Vincitore          | Classifica generale Maglia gialla | Classifica della montagna Maglia a pois | Classifica traguardi volanti Maglia arancione | Classifica della regolarità Maglia bianca | Classifica a squadre |
| ------------------ | ------------------ | --------------------------------- | --------------------------------------- | --------------------------------------------- | ----------------------------------------- | -------------------- |
| 1ª                 | Simon Gerrans      | Simon Gerrans                     | Amets Txurruka                          | Amets Txurruka                                | Simon Gerrans                             | Astana Pro Team      |
| 2ª                 | Daryl Impey        | Francesco Gavazzi                 | Amets Txurruka                          | Amets Txurruka                                | Francesco Gavazzi                         | Astana Pro Team      |
| 3ª                 | Sergio Henao       | Sergio Henao                      | Amets Txurruka                          | Amets Txurruka                                | Sergio Henao                              | Movistar Team        |
| 4ª                 | Nairo Quintana     | Sergio Henao                      | Amets Txurruka                          | Amets Txurruka                                | Sergio Henao                              | Katusha Team         |
| 5ª                 | Richie Porte       | Sergio Henao                      | Amets Txurruka                          | Amets Txurruka                                | Sergio Henao                              | Movistar Team        |
| 6ª                 | Tony Martin        | Nairo Quintana                    | Amets Txurruka                          | Amets Txurruka                                | Nairo Quintana                            | Movistar Team        |
| Classifiche finali | Classifiche finali | Nairo Quintana                    | Amets Txurruka                          | Amets Txurruka                                | Nairo Quintana                            | Movistar Team        |

## Classifiche finali

### Classifica generale - Maglia gialla
| Pos. | Corridore               | Squadra        | Tempo     |
| ---- | ----------------------- | -------------- | --------- |
| 1    | Nairo Quintana          | Movistar Team  | 21h39'35" |
| 2    | Richie Porte            | Sky Procycling | a 23"     |
| 3    | Sergio Henao            | Sky Procycling | a 34"     |
| 4    | Simon Špilak            | Katusha Team   | a 35"     |
| 5    | Alberto Contador        | Saxo-Tinkoff   | a 54"     |
| 6    | Pieter Weening          | Orica-GreenE.  | a 1'18"   |
| 7    | Carlos Alberto Betancur | AG2R La Mond.  | a 1'19"   |
| 8    | Beñat Intxausti         | Movistar Team  | a 1'57"   |
| 9    | Wout Poels              | Vacansoleil    | a 2'47"   |
| 10   | John Gadret             | AG2R La Mond.  | a 2'56"   |

### Classifica della montagna - Maglia a pois
| Pos. | Corridore        | Squadra       | Punti |
| ---- | ---------------- | ------------- | ----- |
| 1    | Amets Txurruka   | Caja Rural    | 64    |
| 2    | José Herrada     | Movistar Team | 32    |
| 3    | Laurent Didier   | RadioShack    | 27    |
| 4    | Omar Fraile      | Caja Rural    | 21    |
| 5    | Matteo Montaguti | AG2R La Mond. | 20    |

### Classifica dei traguardi volanti - Maglia arancione
| Pos. | Corridore        | Squadra       | Punti |
| ---- | ---------------- | ------------- | ----- |
| 1    | Amets Txurruka   | Caja Rural    | 23    |
| 2    | Laurent Didier   | RadioShack    | 9     |
| 3    | Matteo Montaguti | AG2R La Mond. | 8     |
| 4    | Omar Fraile      | Caja Rural    | 8     |
| 5    | Romain Bardet    | AG2R La Mond. | 6     |

### Classifica della regolarità - Maglia bianca
| Pos. | Corridore               | Squadra        | Punti |
| ---- | ----------------------- | -------------- | ----- |
| 1    | Nairo Quintana          | Movistar Team  | 83    |
| 2    | Richie Porte            | Sky Procycling | 80    |
| 3    | Sergio Henao            | Sky Procycling | 67    |
| 4    | Alberto Contador        | Saxo-Tinkoff   | 49    |
| 5    | Carlos Alberto Betancur | AG2R La Mond.  | 47    |

### Classifica a squadre
| Pos. | Squadra           | Tempo     |
| ---- | ----------------- | --------- |
| 1    | Movistar Team     | 65h03'18" |
| 2    | AG2R La Mondiale  | a 1'51"   |
| 3    | Katusha Team      | a 2'46"   |
| 4    | Lampre-Merida     | a 10'31"  |
| 5    | Team Saxo-Tinkoff | a 18'41"  |